# Rocca di Villalago
Die Rocca di Villalago ist eine Burg in der italienischen Gemeinde Villalago in der Provinz L’Aquila.

## Geschichte

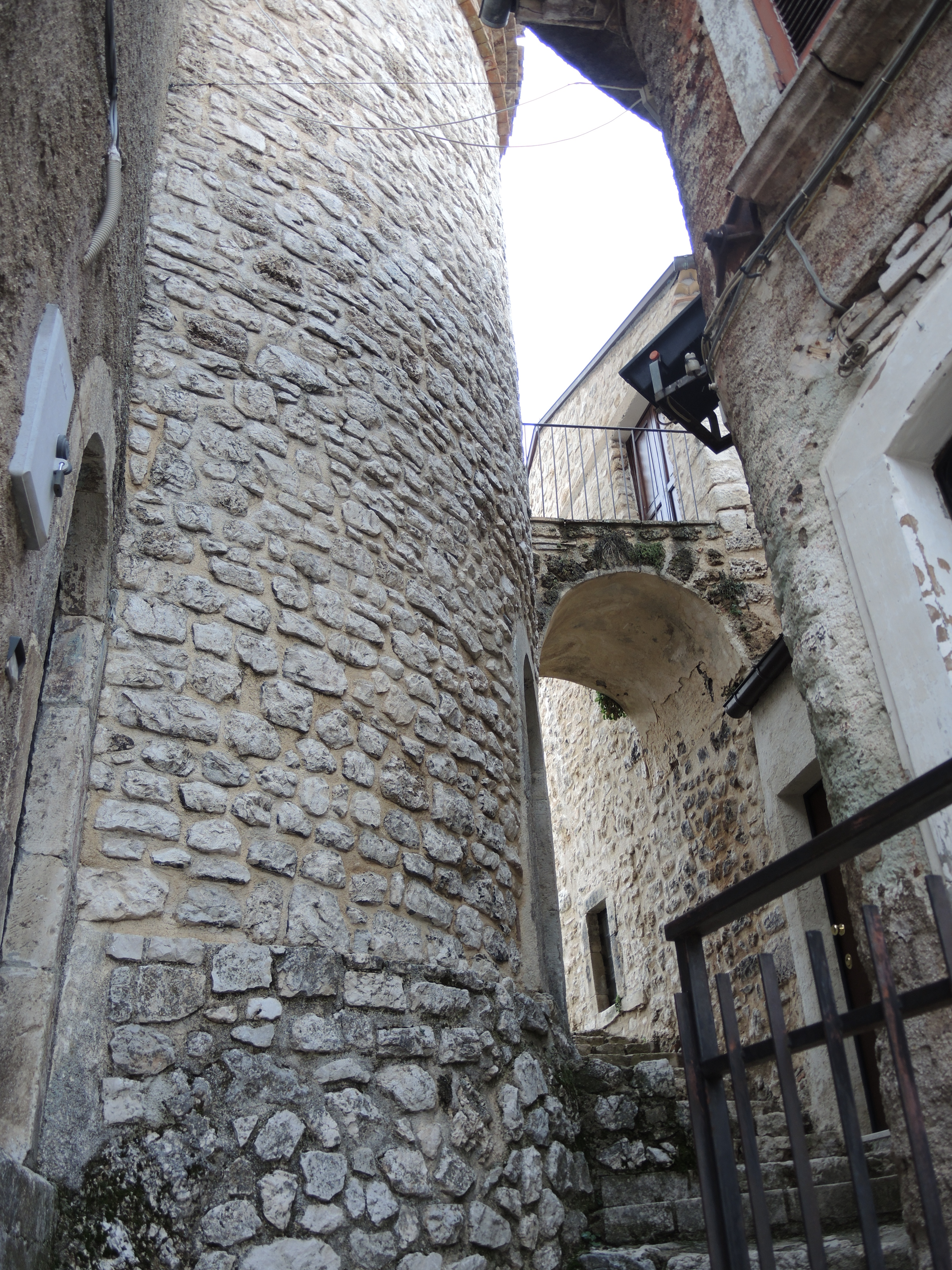
Turm

Die Höhenburg in strategischer Lage auf einem Hügel über dem Valle di Sagittario diente der Verteidigung und der Beobachtung. Vermutlich ist sie langobardischen Ursprungs und aus dem 8. Jahrhundert. Sie diente auch als Gefängnis.
Heute ist in einigen Räumen das Museum für Kunst und Volkstum von Villalago untergebracht.
Das Gebäude bestand aus einer Verteidigungsmauer und einem zylindrischen Bergfried zur Beobachtung, der ungefähr 10–12 Meter hoch war, mit Zinnen versehen und im romanischen Baustil.
Die Verteidigungsmauer wurde teilweise durch Wohnhäuser ersetzt; heute ist nur noch der Bergfried in gutem Erhaltungszustand übrig geblieben.

## Beschreibung

### DasMuseo dei Mestieri della Rocca
Es wurde 2003 in den Sälen des Baronpalastes eröffnet. Es besteht aus einigen Sälen, in denen Informationstafeln und originalgetreue Reproduktionen alter Handwerkskunst des Ortes ausgestellt sind. Insbesondere ist die Arbeit der Hirten und ihre Züge durch die Abruzzen beschrieben. Anschließend werden die Handwerke des Fischers und des Müllers aufgelistet.

### Baronspalast
Er bildet den hauptsächlichen Baukörper der Burg und wurde im Mittelalter errichtet. Heute ist dort das oben beschriebene Museum untergebracht. Der Palast hat einen viereckig-unregelmäßigen Grundriss und ist durch ein Gesims in zwei Ebenen geteilt. Die Fenster sind rechteckig.

### Mittelalterlicher Turm und Oratorium der Schmerzensmutter
Der langobardische Turm ist der älteste Teil der gesamten Anlage. Er hat einen kreisrunden Grundriss, ein Hüttendach (ähnlich einer Pagode) und kleine Fenster zum Ausguck. Unten sind Ruinen eines zweiten Turmes erhalten, die in einen Aussichtspunkt für Touristen umgebaut wurden. Auch den zylindrischen Turm kann man besichtigen.
In der Nähe des Turmes liegen auch die Reste einer mittelalterlichen Adelskapelle, die zum Baronspalast gehört. Das Oratorium der Mater Dolorosa wurde um das 14. Jahrhundert errichtet und zeigt Spuren von Fresken.